# Kõruse-Metsaküla
Koordinaten: 58° 29′ N, 21° 56′ O

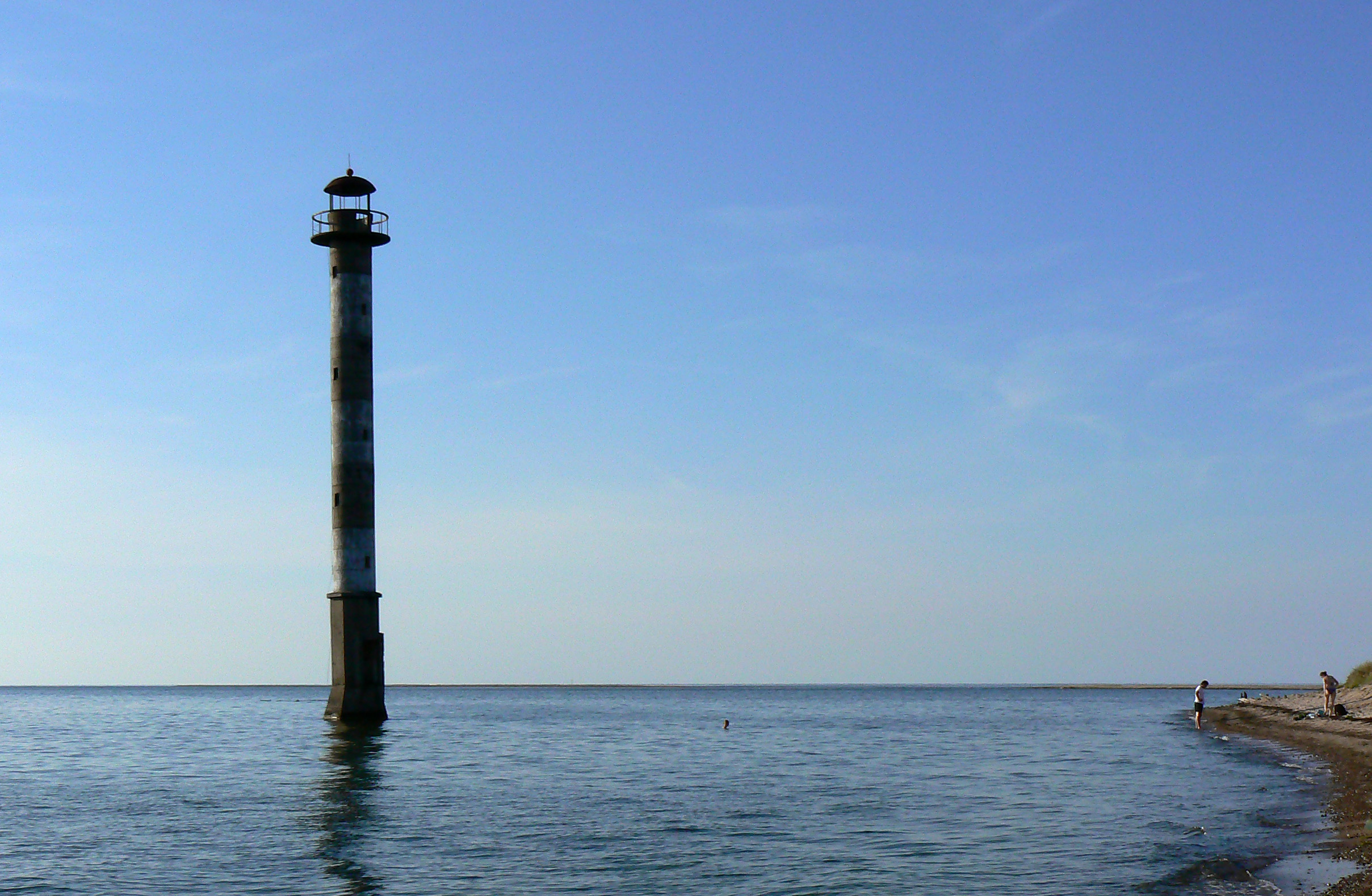
Der Leuchtturm Kiipsaare tuletorn

Kõruse-Metsaküla ist ein Dorf (estnisch küla) auf der größten estnischen Insel Saaremaa. Es gehört zur Landgemeinde Saaremaa (bis 2017: Landgemeinde Kihelkonna) im Kreis Saare. Bis zur Neugründung der Landgemeinde Saaremaa hieß der Ort „Metsaküla“ und wurde umbenannt, um sich von Metsaküla zu unterscheiden, da beide nun in derselben Landgemeinde liegen.
Das Dorf hat nur noch einen Einwohner (Stand 31. Dezember 2011).

## Lage
Der Ort liegt direkt an der Ostsee an der Bucht Uudepanga laht. Vom Dorf aus führen Wanderwege zur westlich gelegenen Halbinsel Harilaid. An dessen Nordwest-Spitze befindet sich der Leuchtturm Kiipsaare tuletorn.
Die Gegend ist Teil des Nationalparks Vilsandi.